# Constance Bennett
Constance Bennett (ur. 22 października 1904, zm. 24 lipca 1965) – amerykańska aktorka filmowa i telewizyjna.

## Filmografia
seriale
- 1949: Suspense
- 1952: Broadway Television Theatre
- 1961: The Ann Sothern Show jako Guinevere Fleming (1 odcinek)
- 1964: The Reporter jako Maggie Grant (1 odcinek)

film
- 1916: The Valley of Decision
- 1930: Sin Takes a Holiday jako Allana
- 1932: Dama z przeszłością jako Venice Muir
- 1934: Sprawa Celliniego
- 1935: Kłopoty milionerów jako Sharon Norwood
- 1937: Niewidzialne małżeństwo jako Marion Kerby
- 1941: Dwulicowa kobieta jako Griselda Vaughn
- 1966: Madame X jako Estelle Anderson
- 1976: To jest rozrywka! II

## Wyróżnienia
Posiada swoją gwiazdę na Hollywoodzkiej Alei Gwiazd.